# Антоній Листовський
Антоній Листовський (Антон Едуардович Листовський, пол. Antoni Listowski; 29 березня 1865, Варшава — 13 вересня 1927, Варшава) — генерал-майор Російської імператорської армії, дивізійний генерал збройних сил II Речі Посполитої.

## Життєпис
Антоній Листовський народився 1865 року у Варшаві, закінчив реальне училище у Санкт-Петербурзі.
У 1883 році вступив до Павловського військового училища, яке закінчив у 1885 році, отримавши звання підпоручника. У 1885—1915 роках служив у Бутирському 66-му піхотному полку, разом з яким брав участь у російсько-японській війні 1904—1905 років. У 1913 році отримав військове звання підполковника.
Під час першої світової війни був командиром Бутирського 66-го піхотного полку, який брав участь у боях на території Королівства Польського, а з лютого 1915 року — командир Таманського 150-го піхотного полку, з яким воював у Галичині. 12 лютого 1915 року був поранений, повернувся зі шпиталю 1 травня 1915 року і отримав під командування Тарутинський 67-й піхотний полк.
З жовтня 1916 року командував бригадою у складі 17-ї піхотної дивізії. 30 грудня 1916 року отримав військове звання генерал-майора. 15 квітня 1917 року отримав під командування 138-му піхотну дивізію, а 1 жовтня 1917 — XXXVII корпус.
У грудні 1917 року залишив Російську армію. 12 грудня 1918 року став комендантом офіцерського резерву Війська Польського.
Під час радянсько-польської війни 1919—1920 років з 5 лютого 1919 року командував Поліською групою військ, яка 9 лютого зайняла Берестейську фортецю. 3 червня став командувачем 9-ї піхотної дивізії та Поліського фронту, у липні — командувачем Волинського фронту. В березні 1920 року Антоній Листовський став командувачем 2-ї армії, заміщаючи хворого Юзефа Пілсудського на місці Начальника держави. З 26 травня до кінця червня командував Українським фронтом. До січня 1921 року виконував обов'язки міністра оборони, у жовтні 1920 року взяв участь у переговорах про перемир'я.
3 листопада 1921 року Антоній Листовський вийшов у відставку, отримавши звання генерал-майора, проживав у Варшаві. Будучи секретарем Християнської асоціації для юнаків, працював з питань, пов'язаних із суспільством сліпих. Помер у Варшаві в 1927 році, похований у некрополі Повонзківського цвинтаря.

## Нагороди
- Золота зброя «За хоробрість» (12.07.1915)